# Болгария на летних Олимпийских играх 1936
Болгария принимала участие в Летних Олимпийских играх 1936 года в Берлине (Германия) в четвёртый раз за свою историю, пропустив Летние Олимпийские игры 1932 года, но не завоевала ни одной медали.
26 спортсменов (только мужчины) соревновались в 6 видах спорта, а также в конкурсах искусств:
- лёгкая атлетика: Борис Харлампиев занял 36 место в марафонском забеге, Любен Дойчев — 14 место в десятиборье.
- велоспорт
- конный спорт: трое болгарских спортсменов (Христо Малакчиев, Петр Ангелов, Тодор Семов) участвовали только в трёхдневных соревнованиях, поскольку в то время дисциплина конного спорта по троеборью была военно-спортивным соревнованием. В индивидуальном зачёте Малакчиев на Магермлеке занял 10 место, Ангелов на Ликвидаторе — 17 место.
- фехтование
- спортивная гимнастика: 7 болгарских гимнастов принимали участие в индивидуальных соревнованиях, по общему итогу болгарская сборная по гимнастике заняла 13 место.
- стрельба: Борис Христов стрелял из малокалиберной винтовки с расстояния 50 м, набрал 238 очков и занял 58 место.

Самым молодым участником сборной был 18-летний Любен Обретенов, самым старшим — 39-летний Борис Христов.
|  |